# Tour de Romandie 2024
 (mars 2024).
Le Tour de Romandie 2024 est la 77e édition de cette course cycliste sur route masculine. La compétition a lieu du 23 avril au 28 avril 2024 en Suisse, entre Payerne et Vernier. 
Cette course est reprise dans l'UCI World Tour 2024, le calendrier le plus important du cyclisme sur route.

## Présentation

### Parcours
Le parcours consiste en un prologue, quatre étapes en ligne et un contre-la-montre individuel, sur une distance totale de 657 km.

### Équipes
Le Tour de Romandie étant une manche du World Tour, les dix-huit WorldTeams participent à la course. 
| WorldTeams (18)- Alpecin-Deceuninck - Arkéa-B&B Hotels - Astana Qazaqstan Team - Bahrain Victorious - Bora-Hansgrohe - Cofidis - Decathlon-AG2R La Mondiale - EF Education-EasyPost - Groupama-FDJ - Ineos Grenadiers - Intermarché-Wanty - Lidl-Trek - Movistar Team - Soudal Quick-Step - Team dsm-firmenich PostNL - Team Jayco AlUla - Team Visma \| Lease a Bike - UAE Team Emirates ProTeams (4)- Q36.5 Pro Cycling Team - Corratec-Vini Fantini - Tudor Pro Cycling Team - Lotto Dstny Équipe nationale- Suisse |
| |

### Favoris et principaux participants
Pour le Tour de Romandie 2024, Adam Yates et Juan Ayuso de l'Équipe cycliste UAE Emirates sont les principaux favoris. Parmi leurs challengers figurent Aleksandr Vlasov, Jai Hindley et Sergio Higuita de BORA – hansgrohe, ainsi que Thymen Arensman, Egan Bernal, Ethan Hayter et Magnus Sheffield de l'INEOS Grenadiers.
D'autres compétiteurs notables incluent Damiano Caruso de Bahrain – Victorious, Enric Mas et Alex Aranburu de Movistar, Ilan Van Wilder de Soudal – Quick Step, Alexey Lutsenko d'Astana Qazaqstan, Louis Meintjes d'Intermarché – Wanty, Tao Geoghegan Hart et Giulio Ciccone de Lidl – Trek, Eddie Dunbar de Team Jayco AlUla, et Cristian Rodriguez d'Arkéa – B&B Hotels.
Les coureurs français David Gaudu et Lenny Martinez de Groupama-FDJ, ainsi que Clément Berthet de Decathlon AG2R La Mondiale.

## Étapes
| Étape     | Date    | Villes étapes             | type                        | Distance (km) | Dénivelé (m) | Vainqueur d'étape | Leader du classement général |
| --------- | ------- | ------------------------- | --------------------------- | ------------- | ------------ | ----------------- | ---------------------------- |
| Prologue  | 23 avr. | Payerne – Payerne         | prologue                    | 2,28          | 3 m          | Maikel Zijlaard   | Maikel Zijlaard              |
| 1re étape | 24 avr. | Château-d'Oex – Fribourg  | étape vallonnée             | 165,7         | 2 631 m      | Dorian Godon      | Dorian Godon                 |
| 2e étape  | 25 avr. | Fribourg – Les Marécottes | étape de montagne           | 171           | 2 716 m      | Thibau Nys        | Thibau Nys                   |
| 3e étape  | 26 avr. | Oron – Oron               | contre-la-montre individuel | 15,5          | 282 m        | Brandon McNulty   | Juan Ayuso                   |
| 4e étape  | 27 avr. | Saillon – Leysin          | étape de montagne           | 151,7         | 3 518 m      | Richard Carapaz   | Carlos Rodríguez             |
| 5e étape  | 28 avr. | Vernier – Vernier         | étape vallonnée             | 150,8         | 1 607 m      | Dorian Godon      | Carlos Rodríguez             |

## Déroulement de la course

### Prologue
Maikel Zijlaard (équipe Tudor) parti parmi les trente premiers, remporte ce prologue, les coureurs suivants ayant eu un peu de pluie.
| \| Classement de l'étape \| Classement de l'étape \| Classement de l'étape \| Classement de l'étape \| Classement de l'étape \| \| Coureur \| Coureur \| Pays \| Équipe \| Temps \| \| --------------------- \| --------------------- \| --------------------- \| -------------------------- \| --------------------- \| \| 1er \| Maikel Zijlaard \| Pays-Bas \| Tudor Pro Cycling Team \| 2 min 55 s \| \| 2e \| Cameron Scott \| Australie \| Bahrain Victorious \| + 1 s \| \| 3e \| Julian Alaphilippe \| France \| Soudal Quick-Step \| + 2 s \| \| 4e \| Dorian Godon \| France \| Decathlon-AG2R La Mondiale \| + 3 s \| \| 5e \| Ivo Oliveira \| Portugal \| UAE Team Emirates \| + 3 s \| \| 6e \| Tim van Dijke \| Pays-Bas \| Team Visma \\| Lease a Bike \| + 3 s \| \| 7e \| Gianni Vermeersch \| Belgique \| Alpecin-Deceuninck \| + 3 s \| \| 8e \| Nikias Arndt \| Allemagne \| Bahrain Victorious \| + 3 s \| \| 9e \| Alex Aranburu \| Espagne \| Movistar Team \| + 3 s \| \| 10e \| Antoine Aebi \| Suisse \| Suisse \| + 4 s \| |                    |           |                            |            |
| |                    |           |                            |            |
| Source : ProCyclingStats |                    |           |                            |            |
| Classement de l'étape |                    |           |                            |            |
| Coureur | Coureur            | Pays      | Équipe                     | Temps      |
| 1er | Maikel Zijlaard    | Pays-Bas  | Tudor Pro Cycling Team     | 2 min 55 s |
| 2e | Cameron Scott      | Australie | Bahrain Victorious         | + 1 s      |
| 3e | Julian Alaphilippe | France    | Soudal Quick-Step          | + 2 s      |
| 4e | Dorian Godon       | France    | Decathlon-AG2R La Mondiale | + 3 s      |
| 5e | Ivo Oliveira       | Portugal  | UAE Team Emirates          | + 3 s      |
| 6e | Tim van Dijke      | Pays-Bas  | Team Visma \| Lease a Bike | + 3 s      |
| 7e | Gianni Vermeersch  | Belgique  | Alpecin-Deceuninck         | + 3 s      |
| 8e | Nikias Arndt       | Allemagne | Bahrain Victorious         | + 3 s      |
| 9e | Alex Aranburu      | Espagne   | Movistar Team              | + 3 s      |
| 10e | Antoine Aebi       | Suisse    | Suisse                     | + 4 s      |

| \| Classement général \| Classement général \| Classement général \| Classement général \| Classement général \| \| Coureur \| Coureur \| Pays \| Équipe \| Temps \| \| ------------------ \| ------------------ \| ------------------ \| -------------------------- \| ------------------ \| \| 1er \| Maikel Zijlaard \| Pays-Bas \| Tudor Pro Cycling Team \| 2 min 55 s \| \| 2e \| Cameron Scott \| Australie \| Bahrain Victorious \| + 1 s \| \| 3e \| Julian Alaphilippe \| France \| Soudal Quick-Step \| + 2 s \| \| 4e \| Dorian Godon \| France \| Decathlon-AG2R La Mondiale \| + 3 s \| \| 5e \| Ivo Oliveira \| Portugal \| UAE Team Emirates \| + 3 s \| \| 6e \| Tim van Dijke \| Pays-Bas \| Team Visma \\| Lease a Bike \| + 3 s \| \| 7e \| Gianni Vermeersch \| Belgique \| Alpecin-Deceuninck \| + 3 s \| \| 8e \| Nikias Arndt \| Allemagne \| Bahrain Victorious \| + 4 s \| \| 9e \| Alex Aranburu \| Espagne \| Movistar Team \| + 4 s \| \| 10e \| Antoine Aebi \| Suisse \| Suisse \| + 4 s \| |                    |           |                            |            |
| |                    |           |                            |            |
| Source : ProCyclingStats |                    |           |                            |            |
| Classement général |                    |           |                            |            |
| Coureur | Coureur            | Pays      | Équipe                     | Temps      |
| 1er | Maikel Zijlaard    | Pays-Bas  | Tudor Pro Cycling Team     | 2 min 55 s |
| 2e | Cameron Scott      | Australie | Bahrain Victorious         | + 1 s      |
| 3e | Julian Alaphilippe | France    | Soudal Quick-Step          | + 2 s      |
| 4e | Dorian Godon       | France    | Decathlon-AG2R La Mondiale | + 3 s      |
| 5e | Ivo Oliveira       | Portugal  | UAE Team Emirates          | + 3 s      |
| 6e | Tim van Dijke      | Pays-Bas  | Team Visma \| Lease a Bike | + 3 s      |
| 7e | Gianni Vermeersch  | Belgique  | Alpecin-Deceuninck         | + 3 s      |
| 8e | Nikias Arndt       | Allemagne | Bahrain Victorious         | + 4 s      |
| 9e | Alex Aranburu      | Espagne   | Movistar Team              | + 4 s      |
| 10e | Antoine Aebi       | Suisse    | Suisse                     | + 4 s      |

### 1reétape
Dorian Godon (Decathlon AG2R La Mondiale) remporte l’étape au sprint devant son coéquipier Andrea Vendrame.
| \| Classement de l'étape \| Classement de l'étape \| Classement de l'étape \| Classement de l'étape \| Classement de l'étape \| \| Coureur \| Coureur \| Pays \| Équipe \| Temps \| \| --------------------- \| --------------------- \| --------------------- \| -------------------------- \| --------------------- \| \| 1er \| Dorian Godon \| France \| Decathlon-AG2R La Mondiale \| 3 h 49 min 58 s \| \| 2e \| Andrea Vendrame \| Italie \| Decathlon-AG2R La Mondiale \| + 0 s \| \| 3e \| Gianni Vermeersch \| Belgique \| Alpecin-Deceuninck \| + 0 s \| \| 4e \| Milan Menten \| Belgique \| Lotto Dstny \| + 0 s \| \| 5e \| Kasper Asgreen \| Danemark \| Soudal Quick-Step \| + 0 s \| \| 6e \| Matevž Govekar \| Slovénie \| Bahrain Victorious \| + 0 s \| \| 7e \| Alex Aranburu \| Espagne \| Movistar Team \| + 0 s \| \| 8e \| Clément Venturini \| France \| Arkéa-B&B Hotels \| + 0 s \| \| 9e \| Thibaud Gruel \| France \| Groupama-FDJ \| + 0 s \| \| 10e \| Kobe Goossens \| Belgique \| Intermarché-Wanty \| + 0 s \| |                   |          |                            |                 |
| |                   |          |                            |                 |
| Source : ProCyclingStats |                   |          |                            |                 |
| Classement de l'étape |                   |          |                            |                 |
| Coureur | Coureur           | Pays     | Équipe                     | Temps           |
| 1er | Dorian Godon      | France   | Decathlon-AG2R La Mondiale | 3 h 49 min 58 s |
| 2e | Andrea Vendrame   | Italie   | Decathlon-AG2R La Mondiale | + 0 s           |
| 3e | Gianni Vermeersch | Belgique | Alpecin-Deceuninck         | + 0 s           |
| 4e | Milan Menten      | Belgique | Lotto Dstny                | + 0 s           |
| 5e | Kasper Asgreen    | Danemark | Soudal Quick-Step          | + 0 s           |
| 6e | Matevž Govekar    | Slovénie | Bahrain Victorious         | + 0 s           |
| 7e | Alex Aranburu     | Espagne  | Movistar Team              | + 0 s           |
| 8e | Clément Venturini | France   | Arkéa-B&B Hotels           | + 0 s           |
| 9e | Thibaud Gruel     | France   | Groupama-FDJ               | + 0 s           |
| 10e | Kobe Goossens     | Belgique | Intermarché-Wanty          | + 0 s           |

| \| Classement général \| Classement général \| Classement général \| Classement général \| Classement général \| \| Coureur \| Coureur \| Pays \| Équipe \| Temps \| \| ------------------ \| ------------------ \| ------------------ \| ----------------------------- \| ------------------ \| \| 1er \| Dorian Godon \| France \| Decathlon-AG2R La Mondiale \| 3 h 52 min 46 s \| \| 2e \| Gianni Vermeersch \| Belgique \| Alpecin-Deceuninck \| + 6 s \| \| 3e \| Julian Alaphilippe \| France \| Soudal Quick-Step \| + 9 s \| \| 4e \| Tim van Dijke \| Pays-Bas \| Team Visma \\| Lease a Bike \| + 10 s \| \| 5e \| Alex Aranburu \| Espagne \| Movistar Team \| + 11 s \| \| 6e \| Antoine Aebi \| Suisse \| Elite Fondations Cycling Team \| + 11 s \| \| 7e \| Jan Christen \| Suisse \| UAE Team Emirates \| + 11 s \| \| 8e \| Ilan Van Wilder \| Belgique \| Soudal Quick-Step \| + 11 s \| \| 9e \| Andrea Vendrame \| Italie \| Decathlon-AG2R La Mondiale \| + 12 s \| \| 10e \| Matevž Govekar \| Slovénie \| Bahrain Victorious \| + 12 s \| |                    |          |                               |                 |
| |                    |          |                               |                 |
| Source : ProCyclingStats |                    |          |                               |                 |
| Classement général |                    |          |                               |                 |
| Coureur | Coureur            | Pays     | Équipe                        | Temps           |
| 1er | Dorian Godon       | France   | Decathlon-AG2R La Mondiale    | 3 h 52 min 46 s |
| 2e | Gianni Vermeersch  | Belgique | Alpecin-Deceuninck            | + 6 s           |
| 3e | Julian Alaphilippe | France   | Soudal Quick-Step             | + 9 s           |
| 4e | Tim van Dijke      | Pays-Bas | Team Visma \| Lease a Bike    | + 10 s          |
| 5e | Alex Aranburu      | Espagne  | Movistar Team                 | + 11 s          |
| 6e | Antoine Aebi       | Suisse   | Elite Fondations Cycling Team | + 11 s          |
| 7e | Jan Christen       | Suisse   | UAE Team Emirates             | + 11 s          |
| 8e | Ilan Van Wilder    | Belgique | Soudal Quick-Step             | + 11 s          |
| 9e | Andrea Vendrame    | Italie   | Decathlon-AG2R La Mondiale    | + 12 s          |
| 10e | Matevž Govekar     | Slovénie | Bahrain Victorious            | + 12 s          |

### 2eétape
Lucas Plapp revenu sur les deux échappés cède un peu sur ceux-ci dans les derniers hectomètres. Thibau Nys gagne devant Andrea Vendrame.
| \| Classement de l'étape \| Classement de l'étape \| Classement de l'étape \| Classement de l'étape \| Classement de l'étape \| \| Coureur \| Coureur \| Pays \| Équipe \| Temps \| \| --------------------- \| --------------------- \| --------------------- \| -------------------------- \| --------------------- \| \| 1er \| Thibau Nys \| Belgique \| Lidl-Trek \| 4 h 02 min 44 s \| \| 2e \| Andrea Vendrame \| Italie \| Decathlon-AG2R La Mondiale \| + 0 s \| \| 3e \| Luke Plapp \| Australie \| Team Jayco AlUla \| + 4 s \| \| 4e \| Florian Lipowitz \| Allemagne \| Bora-Hansgrohe \| + 14 s \| \| 5e \| Juan Ayuso \| Espagne \| UAE Team Emirates \| + 16 s \| \| 6e \| Aleksandr Vlasov \| Bannière neutre \| Bora-Hansgrohe \| + 16 s \| \| 7e \| Adam Yates \| Royaume-Uni \| UAE Team Emirates \| + 16 s \| \| 8e \| Guillaume Martin \| France \| Cofidis \| + 16 s \| \| 9e \| Ilan Van Wilder \| Belgique \| Soudal Quick-Step \| + 16 s \| \| 10e \| Lenny Martinez \| France \| Groupama-FDJ \| + 16 s \| |                  |                 |                            |                 |
| |                  |                 |                            |                 |
| Source : ProCyclingStats |                  |                 |                            |                 |
| Classement de l'étape |                  |                 |                            |                 |
| Coureur | Coureur          | Pays            | Équipe                     | Temps           |
| 1er | Thibau Nys       | Belgique        | Lidl-Trek                  | 4 h 02 min 44 s |
| 2e | Andrea Vendrame  | Italie          | Decathlon-AG2R La Mondiale | + 0 s           |
| 3e | Luke Plapp       | Australie       | Team Jayco AlUla           | + 4 s           |
| 4e | Florian Lipowitz | Allemagne       | Bora-Hansgrohe             | + 14 s          |
| 5e | Juan Ayuso       | Espagne         | UAE Team Emirates          | + 16 s          |
| 6e | Aleksandr Vlasov | Bannière neutre | Bora-Hansgrohe             | + 16 s          |
| 7e | Adam Yates       | Royaume-Uni     | UAE Team Emirates          | + 16 s          |
| 8e | Guillaume Martin | France          | Cofidis                    | + 16 s          |
| 9e | Ilan Van Wilder  | Belgique        | Soudal Quick-Step          | + 16 s          |
| 10e | Lenny Martinez   | France          | Groupama-FDJ               | + 16 s          |

| \| Classement général \| Classement général \| Classement général \| Classement général \| Classement général \| \| Coureur \| Coureur \| Pays \| Équipe \| Temps \| \| ------------------ \| ------------------ \| ------------------ \| -------------------------- \| ------------------ \| \| 1er \| Thibau Nys \| Belgique \| Lidl-Trek \| 7 h 55 min 32 s \| \| 2e \| Andrea Vendrame \| Italie \| Decathlon-AG2R La Mondiale \| + 4 s \| \| 3e \| Luke Plapp \| Australie \| Team Jayco AlUla \| + 22 s \| \| 4e \| Ilan Van Wilder \| Belgique \| Soudal Quick-Step \| + 25 s \| \| 5e \| Enric Mas \| Espagne \| Movistar Team \| + 26 s \| \| 6e \| Lenny Martinez \| France \| Groupama-FDJ \| + 27 s \| \| 7e \| Juan Ayuso \| Espagne \| UAE Team Emirates \| + 27 s \| \| 8e \| Aleksandr Vlasov \| Bannière neutre \| Bora-Hansgrohe \| + 28 s \| \| 9e \| Yannis Voisard \| Suisse \| Tudor Pro Cycling Team \| + 29 s \| \| 10e \| Adam Yates \| Royaume-Uni \| UAE Team Emirates \| + 29 s \| |                  |                 |                            |                 |
| |                  |                 |                            |                 |
| Source : ProCyclingStats |                  |                 |                            |                 |
| Classement général |                  |                 |                            |                 |
| Coureur | Coureur          | Pays            | Équipe                     | Temps           |
| 1er | Thibau Nys       | Belgique        | Lidl-Trek                  | 7 h 55 min 32 s |
| 2e | Andrea Vendrame  | Italie          | Decathlon-AG2R La Mondiale | + 4 s           |
| 3e | Luke Plapp       | Australie       | Team Jayco AlUla           | + 22 s          |
| 4e | Ilan Van Wilder  | Belgique        | Soudal Quick-Step          | + 25 s          |
| 5e | Enric Mas        | Espagne         | Movistar Team              | + 26 s          |
| 6e | Lenny Martinez   | France          | Groupama-FDJ               | + 27 s          |
| 7e | Juan Ayuso       | Espagne         | UAE Team Emirates          | + 27 s          |
| 8e | Aleksandr Vlasov | Bannière neutre | Bora-Hansgrohe             | + 28 s          |
| 9e | Yannis Voisard   | Suisse          | Tudor Pro Cycling Team     | + 29 s          |
| 10e | Adam Yates       | Royaume-Uni     | UAE Team Emirates          | + 29 s          |

### 3eétape
Brandon McNulty parti le onzième est avantagé, la pluie a rendu la chaussée humide pénalisant tous les partants suivants. Son coéquipier Juan Ayuso fait un bon temps et prend la tête du classement général.
| \| Classement de l'étape \| Classement de l'étape \| Classement de l'étape \| Classement de l'étape \| Classement de l'étape \| \| Coureur \| Coureur \| Pays \| Équipe \| Temps \| \| --------------------- \| --------------------- \| --------------------- \| -------------------------- \| --------------------- \| \| 1er \| Brandon McNulty \| États-Unis \| UAE Team Emirates \| 20 min 06 s \| \| 2e \| Magnus Sheffield \| États-Unis \| Ineos Grenadiers \| + 12 s \| \| 3e \| Felix Großschartner \| Autriche \| UAE Team Emirates \| + 14 s \| \| 4e \| Juan Ayuso \| Espagne \| UAE Team Emirates \| + 20 s \| \| 5e \| Bruno Armirail \| France \| Decathlon-AG2R La Mondiale \| + 22 s \| \| 6e \| Johan Price-Pejtersen \| Danemark \| Bahrain Victorious \| + 24 s \| \| 7e \| Carlos Rodríguez \| Espagne \| Ineos Grenadiers \| + 27 s \| \| 8e \| Aleksandr Vlasov \| Bannière neutre \| Bora-Hansgrohe \| + 29 s \| \| 9e \| Ilan Van Wilder \| Belgique \| Soudal Quick-Step \| + 30 s \| \| 10e \| Benjamin Thomas \| France \| Cofidis \| + 31 s \| |                       |                 |                            |             |
| |                       |                 |                            |             |
| Source : ProCyclingStats |                       |                 |                            |             |
| Classement de l'étape |                       |                 |                            |             |
| Coureur | Coureur               | Pays            | Équipe                     | Temps       |
| 1er | Brandon McNulty       | États-Unis      | UAE Team Emirates          | 20 min 06 s |
| 2e | Magnus Sheffield      | États-Unis      | Ineos Grenadiers           | + 12 s      |
| 3e | Felix Großschartner   | Autriche        | UAE Team Emirates          | + 14 s      |
| 4e | Juan Ayuso            | Espagne         | UAE Team Emirates          | + 20 s      |
| 5e | Bruno Armirail        | France          | Decathlon-AG2R La Mondiale | + 22 s      |
| 6e | Johan Price-Pejtersen | Danemark        | Bahrain Victorious         | + 24 s      |
| 7e | Carlos Rodríguez      | Espagne         | Ineos Grenadiers           | + 27 s      |
| 8e | Aleksandr Vlasov      | Bannière neutre | Bora-Hansgrohe             | + 29 s      |
| 9e | Ilan Van Wilder       | Belgique        | Soudal Quick-Step          | + 30 s      |
| 10e | Benjamin Thomas       | France          | Cofidis                    | + 31 s      |

| \| Classement général \| Classement général \| Classement général \| Classement général \| Classement général \| \| Coureur \| Coureur \| Pays \| Équipe \| Temps \| \| ------------------ \| ------------------ \| ------------------ \| -------------------------- \| ------------------ \| \| 1er \| Juan Ayuso \| Espagne \| UAE Team Emirates \| 8 h 16 min 26 s \| \| 2e \| Ilan Van Wilder \| Belgique \| Soudal Quick-Step \| + 7 s \| \| 3e \| Aleksandr Vlasov \| Bannière neutre \| Bora-Hansgrohe \| + 10 s \| \| 4e \| Carlos Rodríguez \| Espagne \| Ineos Grenadiers \| + 11 s \| \| 5e \| Lenny Martinez \| France \| Groupama-FDJ \| + 23 s \| \| 6e \| Florian Lipowitz \| Allemagne \| Bora-Hansgrohe \| + 32 s \| \| 7e \| Luke Plapp \| Australie \| Team Jayco AlUla \| + 33 s \| \| 8e \| Bruno Armirail \| France \| Decathlon-AG2R La Mondiale \| + 36 s \| \| 9e \| Yannis Voisard \| Suisse \| Tudor Pro Cycling Team \| + 36 s \| \| 10e \| Damiano Caruso \| Italie \| Bahrain Victorious \| + 36 s \| |                  |                 |                            |                 |
| |                  |                 |                            |                 |
| Source : ProCyclingStats |                  |                 |                            |                 |
| Classement général |                  |                 |                            |                 |
| Coureur | Coureur          | Pays            | Équipe                     | Temps           |
| 1er | Juan Ayuso       | Espagne         | UAE Team Emirates          | 8 h 16 min 26 s |
| 2e | Ilan Van Wilder  | Belgique        | Soudal Quick-Step          | + 7 s           |
| 3e | Aleksandr Vlasov | Bannière neutre | Bora-Hansgrohe             | + 10 s          |
| 4e | Carlos Rodríguez | Espagne         | Ineos Grenadiers           | + 11 s          |
| 5e | Lenny Martinez   | France          | Groupama-FDJ               | + 23 s          |
| 6e | Florian Lipowitz | Allemagne       | Bora-Hansgrohe             | + 32 s          |
| 7e | Luke Plapp       | Australie       | Team Jayco AlUla           | + 33 s          |
| 8e | Bruno Armirail   | France          | Decathlon-AG2R La Mondiale | + 36 s          |
| 9e | Yannis Voisard   | Suisse          | Tudor Pro Cycling Team     | + 36 s          |
| 10e | Damiano Caruso   | Italie          | Bahrain Victorious         | + 36 s          |

### 4eétape
Au moment où le dernier échappé est repris (Clément Berthet), Egan Bernal attaque et en se retournant il voit le maillot jaune à la peine. Carlos Rodríguez se retrouve avec Florian Lipowitz et l’Équatorien Richard Carapaz. Ce dernier s’isole en tête de la course et s’adjuge la victoire d'étape.
| \| Classement de l'étape \| Classement de l'étape \| Classement de l'étape \| Classement de l'étape \| Classement de l'étape \| \| Coureur \| Coureur \| Pays \| Équipe \| Temps \| \| --------------------- \| --------------------- \| --------------------- \| --------------------- \| --------------------- \| \| 1er \| Richard Carapaz \| Équateur \| EF Education-EasyPost \| 4 h 06 min 03 s \| \| 2e \| Florian Lipowitz \| Allemagne \| Bora-Hansgrohe \| + 0 s \| \| 3e \| Carlos Rodríguez \| Espagne \| Ineos Grenadiers \| + 10 s \| \| 4e \| Enric Mas \| Espagne \| Movistar Team \| + 14 s \| \| 5e \| Aleksandr Vlasov \| Bannière neutre \| Bora-Hansgrohe \| + 14 s \| \| 6e \| Egan Bernal \| Colombie \| Ineos Grenadiers \| + 27 s \| \| 7e \| Ilan Van Wilder \| Belgique \| Soudal Quick-Step \| + 31 s \| \| 8e \| Tao Geoghegan Hart \| Royaume-Uni \| Lidl-Trek \| + 40 s \| \| 9e \| David Gaudu \| France \| Groupama-FDJ \| + 41 s \| \| 10e \| Cristian Rodríguez \| Espagne \| Arkéa-B&B Hotels \| + 44 s \| |                    |                 |                       |                 |
| |                    |                 |                       |                 |
| Source : ProCyclingStats |                    |                 |                       |                 |
| Classement de l'étape |                    |                 |                       |                 |
| Coureur | Coureur            | Pays            | Équipe                | Temps           |
| 1er | Richard Carapaz    | Équateur        | EF Education-EasyPost | 4 h 06 min 03 s |
| 2e | Florian Lipowitz   | Allemagne       | Bora-Hansgrohe        | + 0 s           |
| 3e | Carlos Rodríguez   | Espagne         | Ineos Grenadiers      | + 10 s          |
| 4e | Enric Mas          | Espagne         | Movistar Team         | + 14 s          |
| 5e | Aleksandr Vlasov   | Bannière neutre | Bora-Hansgrohe        | + 14 s          |
| 6e | Egan Bernal        | Colombie        | Ineos Grenadiers      | + 27 s          |
| 7e | Ilan Van Wilder    | Belgique        | Soudal Quick-Step     | + 31 s          |
| 8e | Tao Geoghegan Hart | Royaume-Uni     | Lidl-Trek             | + 40 s          |
| 9e | David Gaudu        | France          | Groupama-FDJ          | + 41 s          |
| 10e | Cristian Rodríguez | Espagne         | Arkéa-B&B Hotels      | + 44 s          |

| \| Classement général \| Classement général \| Classement général \| Classement général \| Classement général \| \| Coureur \| Coureur \| Pays \| Équipe \| Temps \| \| ------------------ \| ------------------ \| ------------------ \| --------------------- \| ------------------ \| \| 1er \| Carlos Rodríguez \| Espagne \| Ineos Grenadiers \| 12 h 22 min 46 s \| \| 2e \| Aleksandr Vlasov \| Bannière neutre \| Bora-Hansgrohe \| + 7 s \| \| 3e \| Florian Lipowitz \| Allemagne \| Bora-Hansgrohe \| + 9 s \| \| 4e \| Ilan Van Wilder \| Belgique \| Soudal Quick-Step \| + 21 s \| \| 5e \| Juan Ayuso \| Espagne \| UAE Team Emirates \| + 27 s \| \| 6e \| Enric Mas \| Espagne \| Movistar Team \| + 38 s \| \| 7e \| Richard Carapaz \| Équateur \| EF Education-EasyPost \| + 49 s \| \| 8e \| Lenny Martinez \| France \| Groupama-FDJ \| + 52 s \| \| 9e \| Tao Geoghegan Hart \| Royaume-Uni \| Lidl-Trek \| + 1 min 02 s \| \| 10e \| Egan Bernal \| Colombie \| Ineos Grenadiers \| + 1 min 23 s \| |                    |                 |                       |                  |
| |                    |                 |                       |                  |
| Source : ProCyclingStats |                    |                 |                       |                  |
| Classement général |                    |                 |                       |                  |
| Coureur | Coureur            | Pays            | Équipe                | Temps            |
| 1er | Carlos Rodríguez   | Espagne         | Ineos Grenadiers      | 12 h 22 min 46 s |
| 2e | Aleksandr Vlasov   | Bannière neutre | Bora-Hansgrohe        | + 7 s            |
| 3e | Florian Lipowitz   | Allemagne       | Bora-Hansgrohe        | + 9 s            |
| 4e | Ilan Van Wilder    | Belgique        | Soudal Quick-Step     | + 21 s           |
| 5e | Juan Ayuso         | Espagne         | UAE Team Emirates     | + 27 s           |
| 6e | Enric Mas          | Espagne         | Movistar Team         | + 38 s           |
| 7e | Richard Carapaz    | Équateur        | EF Education-EasyPost | + 49 s           |
| 8e | Lenny Martinez     | France          | Groupama-FDJ          | + 52 s           |
| 9e | Tao Geoghegan Hart | Royaume-Uni     | Lidl-Trek             | + 1 min 02 s     |
| 10e | Egan Bernal        | Colombie        | Ineos Grenadiers      | + 1 min 23 s     |

### 5eétape
| \| Classement de l'étape \| Classement de l'étape \| Classement de l'étape \| Classement de l'étape \| Classement de l'étape \| \| Coureur \| Coureur \| Pays \| Équipe \| Temps \| \| --------------------- \| --------------------- \| --------------------- \| -------------------------- \| --------------------- \| \| 1er \| Dorian Godon \| France \| Decathlon-AG2R La Mondiale \| 3 h 22 min 00 s \| \| 2e \| Simone Consonni \| Italie \| Lidl-Trek \| + 0 s \| \| 3e \| Dion Smith \| Nouvelle-Zélande \| Intermarché-Wanty \| + 0 s \| \| 4e \| Tim van Dijke \| Pays-Bas \| Team Visma \\| Lease a Bike \| + 0 s \| \| 5e \| Alex Aranburu \| Espagne \| Movistar Team \| + 0 s \| \| 6e \| Thibau Nys \| Belgique \| Lidl-Trek \| + 0 s \| \| 7e \| Clément Venturini \| France \| Arkéa-B&B Hotels \| + 0 s \| \| 8e \| Milan Menten \| Belgique \| Lotto Dstny \| + 0 s \| \| 9e \| Thibaud Gruel \| France \| Groupama-FDJ \| + 0 s \| \| 10e \| Gianni Vermeersch \| Belgique \| Alpecin-Deceuninck \| + 0 s \| |                   |                  |                            |                 |
| |                   |                  |                            |                 |
| Source : ProCyclingStats |                   |                  |                            |                 |
| Classement de l'étape |                   |                  |                            |                 |
| Coureur | Coureur           | Pays             | Équipe                     | Temps           |
| 1er | Dorian Godon      | France           | Decathlon-AG2R La Mondiale | 3 h 22 min 00 s |
| 2e | Simone Consonni   | Italie           | Lidl-Trek                  | + 0 s           |
| 3e | Dion Smith        | Nouvelle-Zélande | Intermarché-Wanty          | + 0 s           |
| 4e | Tim van Dijke     | Pays-Bas         | Team Visma \| Lease a Bike | + 0 s           |
| 5e | Alex Aranburu     | Espagne          | Movistar Team              | + 0 s           |
| 6e | Thibau Nys        | Belgique         | Lidl-Trek                  | + 0 s           |
| 7e | Clément Venturini | France           | Arkéa-B&B Hotels           | + 0 s           |
| 8e | Milan Menten      | Belgique         | Lotto Dstny                | + 0 s           |
| 9e | Thibaud Gruel     | France           | Groupama-FDJ               | + 0 s           |
| 10e | Gianni Vermeersch | Belgique         | Alpecin-Deceuninck         | + 0 s           |

## Classements finals

### Classement général
| \| Classement général \| Classement général \| Classement général \| Classement général \| Classement général \| \| Coureur \| Coureur \| Pays \| Équipe \| Temps \| \| ------------------ \| ------------------ \| ------------------ \| --------------------- \| ------------------ \| \| 1er \| Carlos Rodríguez \| Espagne \| Ineos Grenadiers \| 15 h 44 min 46 s \| \| 2e \| Aleksandr Vlasov \| Bannière neutre \| Bora-Hansgrohe \| + 7 s \| \| 3e \| Florian Lipowitz \| Allemagne \| Bora-Hansgrohe \| + 9 s \| \| 4e \| Ilan Van Wilder \| Belgique \| Soudal Quick-Step \| + 21 s \| \| 5e \| Juan Ayuso \| Espagne \| UAE Team Emirates \| + 27 s \| \| 6e \| Enric Mas \| Espagne \| Movistar Team \| + 38 s \| \| 7e \| Richard Carapaz \| Équateur \| EF Education-EasyPost \| + 49 s \| \| 8e \| Lenny Martinez \| France \| Groupama-FDJ \| + 52 s \| \| 9e \| Tao Geoghegan Hart \| Royaume-Uni \| Lidl-Trek \| + 1 min 02 s \| \| 10e \| Egan Bernal \| Colombie \| Ineos Grenadiers \| + 1 min 23 s \| |                    |                 |                       |                  |
| |                    |                 |                       |                  |
| Source : ProCyclingStats |                    |                 |                       |                  |
| Classement général |                    |                 |                       |                  |
| Coureur | Coureur            | Pays            | Équipe                | Temps            |
| 1er | Carlos Rodríguez   | Espagne         | Ineos Grenadiers      | 15 h 44 min 46 s |
| 2e | Aleksandr Vlasov   | Bannière neutre | Bora-Hansgrohe        | + 7 s            |
| 3e | Florian Lipowitz   | Allemagne       | Bora-Hansgrohe        | + 9 s            |
| 4e | Ilan Van Wilder    | Belgique        | Soudal Quick-Step     | + 21 s           |
| 5e | Juan Ayuso         | Espagne         | UAE Team Emirates     | + 27 s           |
| 6e | Enric Mas          | Espagne         | Movistar Team         | + 38 s           |
| 7e | Richard Carapaz    | Équateur        | EF Education-EasyPost | + 49 s           |
| 8e | Lenny Martinez     | France          | Groupama-FDJ          | + 52 s           |
| 9e | Tao Geoghegan Hart | Royaume-Uni     | Lidl-Trek             | + 1 min 02 s     |
| 10e | Egan Bernal        | Colombie        | Ineos Grenadiers      | + 1 min 23 s     |

| Classement par points | Classement par points | Classement par points | Classement par points      | Classement par points |
| Coureur               | Coureur               | Pays                  | Équipe                     | Points                |
| --------------------- | --------------------- | --------------------- | -------------------------- | --------------------- |
| 1er                   | Dorian Godon          | France                | Decathlon-AG2R La Mondiale | 119 pts               |
| 2e                    | Andrea Vendrame       | Italie                | Decathlon-AG2R La Mondiale | 111 pts               |
| 3e                    | Thibau Nys            | Belgique              | Lidl-Trek                  | 74 pts                |
| 4e                    | Florian Lipowitz      | Allemagne             | Bora-Hansgrohe             | 43 pts                |
| 5e                    | Aleksandr Vlasov      | Bannière neutre       | Bora-Hansgrohe             | 42 pts                |
| 6e                    | Juan Ayuso            | Espagne               | UAE Team Emirates          | 41 pts                |
| 7e                    | Gianni Vermeersch     | Belgique              | Alpecin-Deceuninck         | 40 pts                |
| 8e                    | Carlos Rodríguez      | Espagne               | Ineos Grenadiers           | 39 pts                |
| 9e                    | Alex Aranburu         | Espagne               | Movistar Team              | 37 pts                |
| 10e                   | Ilan Van Wilder       | Belgique              | Soudal Quick-Step          | 35 pts                |

| Classement par points | Classement par points | Classement par points | Classement par points      | Classement par points |
| Coureur               | Coureur               | Pays                  | Équipe                     | Points                |
| --------------------- | --------------------- | --------------------- | -------------------------- | --------------------- |
| 1er                   | Dorian Godon          | France                | Decathlon-AG2R La Mondiale | 119 pts               |
| 2e                    | Andrea Vendrame       | Italie                | Decathlon-AG2R La Mondiale | 111 pts               |
| 3e                    | Thibau Nys            | Belgique              | Lidl-Trek                  | 74 pts                |
| 4e                    | Florian Lipowitz      | Allemagne             | Bora-Hansgrohe             | 43 pts                |
| 5e                    | Aleksandr Vlasov      | Bannière neutre       | Bora-Hansgrohe             | 42 pts                |
| 6e                    | Juan Ayuso            | Espagne               | UAE Team Emirates          | 41 pts                |
| 7e                    | Gianni Vermeersch     | Belgique              | Alpecin-Deceuninck         | 40 pts                |
| 8e                    | Carlos Rodríguez      | Espagne               | Ineos Grenadiers           | 39 pts                |
| 9e                    | Alex Aranburu         | Espagne               | Movistar Team              | 37 pts                |
| 10e                   | Ilan Van Wilder       | Belgique              | Soudal Quick-Step          | 35 pts                |

| Classement de la montagne | Classement de la montagne | Classement de la montagne | Classement de la montagne  | Classement de la montagne |
| Coureur                   | Coureur                   | Pays                      | Équipe                     | Points                    |
| ------------------------- | ------------------------- | ------------------------- | -------------------------- | ------------------------- |
| 1er                       | Juri Hollmann             | Allemagne                 | Alpecin-Deceuninck         | 35 pts                    |
| 2e                        | Bart Lemmen               | Pays-Bas                  | Team Visma \| Lease a Bike | 24 pts                    |
| 3e                        | Fausto Masnada            | Italie                    | Soudal Quick-Step          | 23 pts                    |
| 4e                        | Nélson Oliveira           | Portugal                  | Movistar Team              | 18 pts                    |
| 5e                        | Andrea Vendrame           | Italie                    | Decathlon-AG2R La Mondiale | 16 pts                    |
| 6e                        | Raúl García Pierna        | Espagne                   | Arkéa-B&B Hotels           | 16 pts                    |
| 7e                        | Richard Carapaz           | Équateur                  | EF Education-EasyPost      | 15 pts                    |
| 8e                        | Clément Berthet           | France                    | Decathlon-AG2R La Mondiale | 15 pts                    |
| 9e                        | Carlos Rodríguez          | Espagne                   | Ineos Grenadiers           | 10 pts                    |
| 10e                       | Rémi Cavagna              | France                    | Movistar Team              | 9 pts                     |

| Classement de la montagne | Classement de la montagne | Classement de la montagne | Classement de la montagne  | Classement de la montagne |
| Coureur                   | Coureur                   | Pays                      | Équipe                     | Points                    |
| ------------------------- | ------------------------- | ------------------------- | -------------------------- | ------------------------- |
| 1er                       | Juri Hollmann             | Allemagne                 | Alpecin-Deceuninck         | 35 pts                    |
| 2e                        | Bart Lemmen               | Pays-Bas                  | Team Visma \| Lease a Bike | 24 pts                    |
| 3e                        | Fausto Masnada            | Italie                    | Soudal Quick-Step          | 23 pts                    |
| 4e                        | Nélson Oliveira           | Portugal                  | Movistar Team              | 18 pts                    |
| 5e                        | Andrea Vendrame           | Italie                    | Decathlon-AG2R La Mondiale | 16 pts                    |
| 6e                        | Raúl García Pierna        | Espagne                   | Arkéa-B&B Hotels           | 16 pts                    |
| 7e                        | Richard Carapaz           | Équateur                  | EF Education-EasyPost      | 15 pts                    |
| 8e                        | Clément Berthet           | France                    | Decathlon-AG2R La Mondiale | 15 pts                    |
| 9e                        | Carlos Rodríguez          | Espagne                   | Ineos Grenadiers           | 10 pts                    |
| 10e                       | Rémi Cavagna              | France                    | Movistar Team              | 9 pts                     |

| Classement du meilleur jeune | Classement du meilleur jeune | Classement du meilleur jeune | Classement du meilleur jeune | Classement du meilleur jeune |
| Coureur                      | Coureur                      | Pays                         | Équipe                       | Temps                        |
| ---------------------------- | ---------------------------- | ---------------------------- | ---------------------------- | ---------------------------- |
| 1er                          | Carlos Rodríguez             | Espagne                      | Ineos Grenadiers             | 15 h 44 min 46 s             |
| 2e                           | Florian Lipowitz             | Allemagne                    | Bora-Hansgrohe               | + 9 s                        |
| 3e                           | Ilan Van Wilder              | Belgique                     | Soudal Quick-Step            | + 21 s                       |
| 4e                           | Juan Ayuso                   | Espagne                      | UAE Team Emirates            | + 27 s                       |
| 5e                           | Lenny Martinez               | France                       | Groupama-FDJ                 | + 52 s                       |
| 6e                           | Johannes Staune-Mittet       | Norvège                      | Team Visma \| Lease a Bike   | + 3 min 43 s                 |
| 7e                           | Darren Rafferty              | Irlande                      | EF Education-EasyPost        | + 3 min 59 s                 |
| 8e                           | Jan Christen                 | Suisse                       | UAE Team Emirates            | + 9 min 00 s                 |
| 9e                           | Edoardo Zambanini            | Italie                       | Bahrain Victorious           | + 16 min 55 s                |
| 10e                          | Thibau Nys                   | Belgique                     | Lidl-Trek                    | + 24 min 54 s                |

| Classement du meilleur jeune | Classement du meilleur jeune | Classement du meilleur jeune | Classement du meilleur jeune | Classement du meilleur jeune |
| Coureur                      | Coureur                      | Pays                         | Équipe                       | Temps                        |
| ---------------------------- | ---------------------------- | ---------------------------- | ---------------------------- | ---------------------------- |
| 1er                          | Carlos Rodríguez             | Espagne                      | Ineos Grenadiers             | 15 h 44 min 46 s             |
| 2e                           | Florian Lipowitz             | Allemagne                    | Bora-Hansgrohe               | + 9 s                        |
| 3e                           | Ilan Van Wilder              | Belgique                     | Soudal Quick-Step            | + 21 s                       |
| 4e                           | Juan Ayuso                   | Espagne                      | UAE Team Emirates            | + 27 s                       |
| 5e                           | Lenny Martinez               | France                       | Groupama-FDJ                 | + 52 s                       |
| 6e                           | Johannes Staune-Mittet       | Norvège                      | Team Visma \| Lease a Bike   | + 3 min 43 s                 |
| 7e                           | Darren Rafferty              | Irlande                      | EF Education-EasyPost        | + 3 min 59 s                 |
| 8e                           | Jan Christen                 | Suisse                       | UAE Team Emirates            | + 9 min 00 s                 |
| 9e                           | Edoardo Zambanini            | Italie                       | Bahrain Victorious           | + 16 min 55 s                |
| 10e                          | Thibau Nys                   | Belgique                     | Lidl-Trek                    | + 24 min 54 s                |

| Classement par équipes | Classement par équipes     | Classement par équipes | Classement par équipes |
| Équipe                 | Équipe                     | Pays                   | Temps                  |
| ---------------------- | -------------------------- | ---------------------- | ---------------------- |
| 1re                    | UAE Team Emirates          | Émirats arabes unis    | 47 h 16 min 20 s       |
| 2e                     | Bora-Hansgrohe             | Allemagne              | + 45 s                 |
| 3e                     | Ineos Grenadiers           | Royaume-Uni            | + 1 min 51 s           |
| 4e                     | Q36.5 Pro Cycling Team     | Suisse                 | + 10 min 33 s          |
| 5e                     | Groupama-FDJ               | France                 | + 12 min 11 s          |
| 6e                     | Lidl-Trek                  | États-Unis             | + 15 min 57 s          |
| 7e                     | Movistar Team              | Espagne                | + 16 min 32 s          |
| 8e                     | Team Jayco AlUla           | Australie              | + 18 min 17 s          |
| 9e                     | EF Education-EasyPost      | États-Unis             | + 19 min 23 s          |
| 10e                    | Team Visma \| Lease a Bike | Pays-Bas               | + 22 min 16 s          |

| Classement par équipes | Classement par équipes     | Classement par équipes | Classement par équipes |
| Équipe                 | Équipe                     | Pays                   | Temps                  |
| ---------------------- | -------------------------- | ---------------------- | ---------------------- |
| 1re                    | UAE Team Emirates          | Émirats arabes unis    | 47 h 16 min 20 s       |
| 2e                     | Bora-Hansgrohe             | Allemagne              | + 45 s                 |
| 3e                     | Ineos Grenadiers           | Royaume-Uni            | + 1 min 51 s           |
| 4e                     | Q36.5 Pro Cycling Team     | Suisse                 | + 10 min 33 s          |
| 5e                     | Groupama-FDJ               | France                 | + 12 min 11 s          |
| 6e                     | Lidl-Trek                  | États-Unis             | + 15 min 57 s          |
| 7e                     | Movistar Team              | Espagne                | + 16 min 32 s          |
| 8e                     | Team Jayco AlUla           | Australie              | + 18 min 17 s          |
| 9e                     | EF Education-EasyPost      | États-Unis             | + 19 min 23 s          |
| 10e                    | Team Visma \| Lease a Bike | Pays-Bas               | + 22 min 16 s          |

## Évolution des classements
| Étape              | Vainqueur          | Classement général | Classement par points | Classement de la montagne | Classement du meilleur jeune | Prix de la combativité | Classement par équipes |
| ------------------ | ------------------ | ------------------ | --------------------- | ------------------------- | ---------------------------- | ---------------------- | ---------------------- |
| P                  | Maikel Zijlaard    | Maikel Zijlaard    | Maikel Zijlaard       | non décerné               | Tim van Dijke                | non décerné            | Bahrain Victorious     |
| 1                  | Dorian Godon       | Dorian Godon       | Dorian Godon          | Juri Hollmann             | Tim van Dijke                | Fausto Masnada         | Bahrain Victorious     |
| 2                  | Thibau Nys         | Thibau Nys         | Andrea Vendrame       | Juri Hollmann             | Thibau Nys                   | Roger Adrià            | Bora-Hansgrohe         |
| 3                  | Brandon McNulty    | Juan Ayuso         | Andrea Vendrame       | Juri Hollmann             | Juan Ayuso                   | non décerné            | UAE Emirates           |
| 4                  | Richard Carapaz    | Carlos Rodríguez   | Andrea Vendrame       | Juri Hollmann             | Carlos Rodríguez             | Clément Berthet        | UAE Emirates           |
| 5                  | Dorian Godon       | Carlos Rodríguez   | Dorian Godon          | Juri Hollmann             | Carlos Rodríguez             | Rémi Cavagna           | UAE Emirates           |
| Classements finals | Classements finals | Carlos Rodríguez   | Dorian Godon          | Juri Hollmann             | Carlos Rodríguez             | non décerné            | UAE Emirates           |

## Liste des participants
- Liste de départ complète

| UAE Team Emirates UAD | UAE Team Emirates UAD          | UAE Team Emirates UAD |
| --------------------- | ------------------------------ | --------------------- |
| Num                   | Coureur                        | Pos                   |
| 1                     | Adam Yates (GBR)               | 13e                   |
| 2                     | Ivo Oliveira (POR)             | 114e                  |
| 3                     | Juan Ayuso (ESP)               | 5e                    |
| 4                     | Jan Christen (SUI)             | 31e                   |
| 5                     | Felix Großschartner (AUT)      | 62e                   |
| 6                     | Brandon McNulty (USA) (chrono) | AB-5                  |
| 7                     | Pavel Sivakov (FRA)            | 18e                   |

| Team Visma \| Lease a Bike TVL | Team Visma \| Lease a Bike TVL | Team Visma \| Lease a Bike TVL |
| ------------------------------ | ------------------------------ | ------------------------------ |
| Num                            | Coureur                        | Pos                            |
| 11                             | Jan Tratnik (SLO)              | 32e                            |
| 12                             | Koen Bouwman (NED)             | NP-5                           |
| 13                             | Robert Gesink (NED)            | 39e                            |
| 14                             | Bart Lemmen (NED)              | 64e                            |
| 15                             | Johannes Staune-Mittet (NOR)   | 20e                            |
| 16                             | Tim van Dijke (NED)            | 72e                            |
| 17                             | Julien Vermote (BEL)           | 81e                            |

| Soudal Quick-Step SOQ | Soudal Quick-Step SOQ         | Soudal Quick-Step SOQ |
| --------------------- | ----------------------------- | --------------------- |
| Num                   | Coureur                       | Pos                   |
| 21                    | Julian Alaphilippe (FRA)      | 33e                   |
| 22                    | Kasper Asgreen (DEN) (chrono) | 74e                   |
| 23                    | Mattia Cattaneo (ITA)         | AB-1                  |
| 24                    | Josef Černý (CZE)             | 111e                  |
| 25                    | Fausto Masnada (ITA)          | 42e                   |
| 26                    | Pepijn Reinderink (NED)       | 70e                   |
| 27                    | Ilan Van Wilder (BEL)         | 4e                    |

| Alpecin-Deceuninck ADC | Alpecin-Deceuninck ADC  | Alpecin-Deceuninck ADC |
| ---------------------- | ----------------------- | ---------------------- |
| Num                    | Coureur                 | Pos                    |
| 31                     | Gianni Vermeersch (BEL) | 58e                    |
| 32                     | Juri Hollmann (GER)     | 65e                    |
| 33                     | Senne Leysen (BEL)      | AB-5                   |
| 34                     | Xandro Meurisse (BEL)   | AB-4                   |
| 35                     | Oscar Riesebeek (NED)   | 113e                   |
| 36                     | Stan Van Tricht (BEL)   | AB-4                   |
| 37                     | Luca Vergallito (ITA)   | 26e                    |

| Lidl-Trek LTK | Lidl-Trek LTK            | Lidl-Trek LTK |
| ------------- | ------------------------ | ------------- |
| Num           | Coureur                  | Pos           |
| 41            | Tao Geoghegan Hart (GBR) | 9e            |
| 42            | Giulio Ciccone (ITA)     | 35e           |
| 43            | Simone Consonni (ITA)    | 93e           |
| 44            | Patrick Konrad (AUT)     | 30e           |
| 45            | Jacopo Mosca (ITA)       | 109e          |
| 46            | Thibau Nys (BEL)         | 48e           |
| 47            | Sam Oomen (NED)          | 43e           |

| Bora-Hansgrohe BOH | Bora-Hansgrohe BOH     | Bora-Hansgrohe BOH |
| ------------------ | ---------------------- | ------------------ |
| Num                | Coureur                | Pos                |
| 51                 | Aleksandr Vlasov       | 2e                 |
| 52                 | Roger Adrià (ESP)      | 38e                |
| 53                 | Patrick Gamper (AUT)   | NP-4               |
| 54                 | Sergio Higuita (COL)   | 82e                |
| 55                 | Jai Hindley (AUS)      | 28e                |
| 56                 | Florian Lipowitz (GER) | 3e                 |
| 57                 | Anton Palzer (GER)     | 44e                |

| Team Jayco AlUla JAY | Team Jayco AlUla JAY          | Team Jayco AlUla JAY |
| -------------------- | ----------------------------- | -------------------- |
| Num                  | Coureur                       | Pos                  |
| 61                   | Simon Yates (GBR)             | 11e                  |
| 62                   | Eddie Dunbar (IRL)            | NP-5                 |
| 63                   | Michael Hepburn (AUS)         | 104e                 |
| 64                   | Christopher Juul Jensen (DEN) | 61e                  |
| 65                   | Jesús David Peña (COL)        | AB-5                 |
| 66                   | Luke Plapp (AUS)              | AB-5                 |
| 67                   | Callum Scotson (AUS)          | 50e                  |

| Bahrain Victorious TBV | Bahrain Victorious TBV      | Bahrain Victorious TBV |
| ---------------------- | --------------------------- | ---------------------- |
| Num                    | Coureur                     | Pos                    |
| 71                     | Damiano Caruso (ITA)        | NP-5                   |
| 72                     | Nikias Arndt (GER)          | 119e                   |
| 73                     | Matevž Govekar (SLO)        | 90e                    |
| 74                     | Rainer Kepplinger (AUT)     | 63e                    |
| 75                     | Johan Price-Pejtersen (DEN) | 118e                   |
| 76                     | Cameron Scott (AUS)         | 126e                   |
| 77                     | Edoardo Zambanini (ITA)     | 37e                    |

| Ineos Grenadiers IGD | Ineos Grenadiers IGD                | Ineos Grenadiers IGD |
| -------------------- | ----------------------------------- | -------------------- |
| Num                  | Coureur                             | Pos                  |
| 81                   | Egan Bernal (COL)                   | 10e                  |
| 82                   | Thymen Arensman (NED)               | 27e                  |
| 83                   | Jonathan Castroviejo (ESP) (chrono) | 71e                  |
| 84                   | Ethan Hayter (GBR)                  | 73e                  |
| 85                   | Carlos Rodríguez (ESP)              | 1er                  |
| 86                   | Óscar Rodríguez Garaicoechea (ESP)  | 97e                  |
| 87                   | Magnus Sheffield (USA)              | 55e                  |

| Groupama-FDJ GFC | Groupama-FDJ GFC      | Groupama-FDJ GFC |
| ---------------- | --------------------- | ---------------- |
| Num              | Coureur               | Pos              |
| 91               | Cyril Barthe (FRA)    | NP-5             |
| 92               | David Gaudu (FRA)     | 14e              |
| 93               | Thibaud Gruel (FRA)   | 67e              |
| 94               | Lenny Martinez (FRA)  | 8e               |
| 95               | Rudy Molard (FRA)     | 36e              |
| 96               | Enzo Paleni (FRA)     | 56e              |
| 97               | Reuben Thompson (NZL) | 99e              |

| Decathlon-AG2R La Mondiale DAT | Decathlon-AG2R La Mondiale DAT | Decathlon-AG2R La Mondiale DAT |
| ------------------------------ | ------------------------------ | ------------------------------ |
| Num                            | Coureur                        | Pos                            |
| 101                            | Clément Berthet (FRA)          | 25e                            |
| 102                            | Bruno Armirail (FRA)           | 53e                            |
| 103                            | Dorian Godon (FRA)             | 60e                            |
| 104                            | Jaakko Hänninen (FIN)          | 66e                            |
| 105                            | Jordan Labrosse (FRA)          | AB-4                           |
| 106                            | Nicolas Prodhomme (FRA)        | 22e                            |
| 107                            | Andrea Vendrame (ITA)          | 49e                            |

| Arkéa-B&B Hotels ARK | Arkéa-B&B Hotels ARK     | Arkéa-B&B Hotels ARK |
| -------------------- | ------------------------ | -------------------- |
| Num                  | Coureur                  | Pos                  |
| 111                  | Cristian Rodríguez (ESP) | 12e                  |
| 112                  | Raúl García Pierna (ESP) | 52e                  |
| 113                  | Thibault Guernalec (FRA) | 101e                 |
| 114                  | Laurens Huys (BEL)       | 47e                  |
| 115                  | Łukasz Owsian (POL)      | 105e                 |
| 116                  | Alan Riou (FRA)          | NP-3                 |
| 117                  | Clément Venturini (FRA)  | 75e                  |

| Cofidis COF | Cofidis COF            | Cofidis COF |
| ----------- | ---------------------- | ----------- |
| Num         | Coureur                | Pos         |
| 121         | Guillaume Martin (FRA) | 17e         |
| 122         | Jesús Herrada (ESP)    | 69e         |
| 123         | Nolann Mahoudo (FRA)   | AB-5        |
| 124         | Axel Mariault (FRA)    | 106e        |
| 125         | Stefano Oldani (ITA)   | 117e        |
| 126         | Benjamin Thomas (FRA)  | 79e         |
| 127         | Hugo Toumire (FRA)     | 102e        |

| Movistar Team MOV | Movistar Team MOV           | Movistar Team MOV |
| ----------------- | --------------------------- | ----------------- |
| Num               | Coureur                     | Pos               |
| 131               | Enric Mas (ESP)             | 6e                |
| 132               | Alex Aranburu (ESP)         | 51e               |
| 133               | Jorge Arcas (ESP)           | 80e               |
| 134               | Rémi Cavagna (FRA) (chrono) | 94e               |
| 135               | Johan Jacobs (SUI)          | 108e              |
| 136               | Nélson Oliveira (POR)       | 45e               |
| 137               | Iván Sosa (COL)             | 24e               |

| EF Education-EasyPost EFE | EF Education-EasyPost EFE     | EF Education-EasyPost EFE |
| ------------------------- | ----------------------------- | ------------------------- |
| Num                       | Coureur                       | Pos                       |
| 141                       | Richard Carapaz (ECU) (route) | 7e                        |
| 142                       | Andrey Amador (CRC)           | AB-2                      |
| 143                       | Stefan de Bod (RSA)           | 95e                       |
| 144                       | Darren Rafferty (IRL)         | 23e                       |
| 145                       | James Shaw (GBR)              | 107e                      |
| 146                       | Rigoberto Urán (COL)          | 41e                       |
| 147                       | Michael Valgren (DEN)         | 91e                       |

| Team dsm-firmenich PostNL DFP | Team dsm-firmenich PostNL DFP | Team dsm-firmenich PostNL DFP |
| ----------------------------- | ----------------------------- | ----------------------------- |
| Num                           | Coureur                       | Pos                           |
| 151                           | Gijs Leemreize (NED)          | NP-5                          |
| 152                           | Pavel Bittner (CZE)           | NP-5                          |
| 153                           | Patrick Eddy (AUS)            | 116e                          |
| 154                           | Sean Flynn (GBR)              | AB-5                          |
| 155                           | Emīls Liepiņš (LAT) (route)   | NP-5                          |
| 156                           | Niklas Märkl (GER)            | NP-5                          |
| 157                           | Tim Naberman (NED)            | 122e                          |

| Astana Qazaqstan Team AST | Astana Qazaqstan Team AST               | Astana Qazaqstan Team AST |
| ------------------------- | --------------------------------------- | ------------------------- |
| Num                       | Coureur                                 | Pos                       |
| 161                       | Alexey Lutsenko (KAZ) (route et chrono) | AB-1                      |
| 162                       | Igor Chzhan (KAZ)                       | AB-1                      |
| 163                       | Anton Kuzmin (KAZ)                      | 98e                       |
| 164                       | Daniil Marukhin (KAZ)                   | AB-4                      |
| 165                       | Henok Mulubrhan (ERI) (route)           | 46e                       |
| 166                       | Harold Tejada (COL)                     | 34e                       |
| 167                       | Santiago Umba (COL)                     | NP-2                      |

| Intermarché-Wanty IWA | Intermarché-Wanty IWA           | Intermarché-Wanty IWA |
| --------------------- | ------------------------------- | --------------------- |
| Num                   | Coureur                         | Pos                   |
| 171                   | Louis Meintjes (RSA)            | 29e                   |
| 172                   | Alexy Faure Prost (FRA)         | 120e                  |
| 173                   | Kobe Goossens (BEL)             | 59e                   |
| 174                   | Rune Herregodts (BEL)           | AB-4                  |
| 175                   | Tom Paquot (BEL)                | 115e                  |
| 176                   | Dion Smith (NZL)                | 88e                   |
| 177                   | Roel van Sintmaartensdijk (NED) | 92e                   |

| Lotto Dstny LTD | Lotto Dstny LTD         | Lotto Dstny LTD |
| --------------- | ----------------------- | --------------- |
| Num             | Coureur                 | Pos             |
| 181             | Andreas Kron (DEN)      | 54e             |
| 182             | Thomas De Gendt (BEL)   | AB-5            |
| 183             | Jarrad Drizners (AUS)   | 96e             |
| 184             | Milan Menten (BEL)      | 83e             |
| 185             | Sylvain Moniquet (BEL)  | NP-4            |
| 186             | Eduardo Sepúlveda (ARG) | 87e             |
| 187             | Harm Vanhoucke (BEL)    | 16e             |

| Tudor Pro Cycling Team TUD | Tudor Pro Cycling Team TUD  | Tudor Pro Cycling Team TUD |
| -------------------------- | --------------------------- | -------------------------- |
| Num                        | Coureur                     | Pos                        |
| 191                        | Yannis Voisard (SUI)        | 21e                        |
| 192                        | Marco Brenner (GER)         | 77e                        |
| 193                        | Alberto Dainese (ITA)       | 112e                       |
| 194                        | Arthur Kluckers (LUX)       | 121e                       |
| 195                        | Sébastien Reichenbach (SUI) | 57e                        |
| 196                        | Luc Wirtgen (LUX)           | 76e                        |
| 197                        | Maikel Zijlaard (NED)       | AB-2                       |

| Q36.5 Pro Cycling Team Q36 | Q36.5 Pro Cycling Team Q36  | Q36.5 Pro Cycling Team Q36 |
| -------------------------- | --------------------------- | -------------------------- |
| Num                        | Coureur                     | Pos                        |
| 201                        | Damien Howson (AUS)         | 19e                        |
| 202                        | Xabier Mikel Azparren (ESP) | AB-3                       |
| 203                        | Matteo Badilatti (SUI)      | 40e                        |
| 204                        | Fabio Christen (SUI)        | 84e                        |
| 205                        | David de la Cruz (ESP)      | 15e                        |
| 206                        | Matteo Moschetti (ITA)      | 125e                       |
| 207                        | Joey Rosskopf (USA)         | 100e                       |

| Team Corratec-Vini Fantini COR | Team Corratec-Vini Fantini COR | Team Corratec-Vini Fantini COR |
| ------------------------------ | ------------------------------ | ------------------------------ |
| Num                            | Coureur                        | Pos                            |
| 211                            | Valentin Darbellay (SUI)       | 68e                            |
| 212                            | Matteo Amella (ITA)            | AB-5                           |
| 213                            | Davide Baldaccini (ITA)        | 124e                           |
| 214                            | Antoine Debons (SUI)           | AB-5                           |
| 215                            | Marco Murgano (ITA)            | AB-2                           |
| 216                            | Jan Stöckli (SUI)              | NP-1                           |
| 217                            | Kyrylo Tsarenko (UKR)          | 103e                           |

| Suisse SUI | Suisse SUI       | Suisse SUI |
| ---------- | ---------------- | ---------- |
| Num        | Coureur          | Pos        |
| 221        | Alexandre Balmer | 86e        |
| 222        | Antoine Aebi     | 85e        |
| 223        | Matteo Constant  | NP-2       |
| 224        | Luca Jenni       | 89e        |
| 225        | Jan Sommer       | 78e        |
| 226        | Lars Sommer      | 110e       |
| 227        | Felix Stehli     | 123e       |

| UAE Team Emirates UAD | UAE Team Emirates UAD          | UAE Team Emirates UAD |
| --------------------- | ------------------------------ | --------------------- |
| Num                   | Coureur                        | Pos                   |
| 1                     | Adam Yates (GBR)               | 13e                   |
| 2                     | Ivo Oliveira (POR)             | 114e                  |
| 3                     | Juan Ayuso (ESP)               | 5e                    |
| 4                     | Jan Christen (SUI)             | 31e                   |
| 5                     | Felix Großschartner (AUT)      | 62e                   |
| 6                     | Brandon McNulty (USA) (chrono) | AB-5                  |
| 7                     | Pavel Sivakov (FRA)            | 18e                   |

| Team Visma \| Lease a Bike TVL | Team Visma \| Lease a Bike TVL | Team Visma \| Lease a Bike TVL |
| ------------------------------ | ------------------------------ | ------------------------------ |
| Num                            | Coureur                        | Pos                            |
| 11                             | Jan Tratnik (SLO)              | 32e                            |
| 12                             | Koen Bouwman (NED)             | NP-5                           |
| 13                             | Robert Gesink (NED)            | 39e                            |
| 14                             | Bart Lemmen (NED)              | 64e                            |
| 15                             | Johannes Staune-Mittet (NOR)   | 20e                            |
| 16                             | Tim van Dijke (NED)            | 72e                            |
| 17                             | Julien Vermote (BEL)           | 81e                            |

| Soudal Quick-Step SOQ | Soudal Quick-Step SOQ         | Soudal Quick-Step SOQ |
| --------------------- | ----------------------------- | --------------------- |
| Num                   | Coureur                       | Pos                   |
| 21                    | Julian Alaphilippe (FRA)      | 33e                   |
| 22                    | Kasper Asgreen (DEN) (chrono) | 74e                   |
| 23                    | Mattia Cattaneo (ITA)         | AB-1                  |
| 24                    | Josef Černý (CZE)             | 111e                  |
| 25                    | Fausto Masnada (ITA)          | 42e                   |
| 26                    | Pepijn Reinderink (NED)       | 70e                   |
| 27                    | Ilan Van Wilder (BEL)         | 4e                    |

| Alpecin-Deceuninck ADC | Alpecin-Deceuninck ADC  | Alpecin-Deceuninck ADC |
| ---------------------- | ----------------------- | ---------------------- |
| Num                    | Coureur                 | Pos                    |
| 31                     | Gianni Vermeersch (BEL) | 58e                    |
| 32                     | Juri Hollmann (GER)     | 65e                    |
| 33                     | Senne Leysen (BEL)      | AB-5                   |
| 34                     | Xandro Meurisse (BEL)   | AB-4                   |
| 35                     | Oscar Riesebeek (NED)   | 113e                   |
| 36                     | Stan Van Tricht (BEL)   | AB-4                   |
| 37                     | Luca Vergallito (ITA)   | 26e                    |

| Lidl-Trek LTK | Lidl-Trek LTK            | Lidl-Trek LTK |
| ------------- | ------------------------ | ------------- |
| Num           | Coureur                  | Pos           |
| 41            | Tao Geoghegan Hart (GBR) | 9e            |
| 42            | Giulio Ciccone (ITA)     | 35e           |
| 43            | Simone Consonni (ITA)    | 93e           |
| 44            | Patrick Konrad (AUT)     | 30e           |
| 45            | Jacopo Mosca (ITA)       | 109e          |
| 46            | Thibau Nys (BEL)         | 48e           |
| 47            | Sam Oomen (NED)          | 43e           |

| Bora-Hansgrohe BOH | Bora-Hansgrohe BOH     | Bora-Hansgrohe BOH |
| ------------------ | ---------------------- | ------------------ |
| Num                | Coureur                | Pos                |
| 51                 | Aleksandr Vlasov       | 2e                 |
| 52                 | Roger Adrià (ESP)      | 38e                |
| 53                 | Patrick Gamper (AUT)   | NP-4               |
| 54                 | Sergio Higuita (COL)   | 82e                |
| 55                 | Jai Hindley (AUS)      | 28e                |
| 56                 | Florian Lipowitz (GER) | 3e                 |
| 57                 | Anton Palzer (GER)     | 44e                |

| Team Jayco AlUla JAY | Team Jayco AlUla JAY          | Team Jayco AlUla JAY |
| -------------------- | ----------------------------- | -------------------- |
| Num                  | Coureur                       | Pos                  |
| 61                   | Simon Yates (GBR)             | 11e                  |
| 62                   | Eddie Dunbar (IRL)            | NP-5                 |
| 63                   | Michael Hepburn (AUS)         | 104e                 |
| 64                   | Christopher Juul Jensen (DEN) | 61e                  |
| 65                   | Jesús David Peña (COL)        | AB-5                 |
| 66                   | Luke Plapp (AUS)              | AB-5                 |
| 67                   | Callum Scotson (AUS)          | 50e                  |

| Bahrain Victorious TBV | Bahrain Victorious TBV      | Bahrain Victorious TBV |
| ---------------------- | --------------------------- | ---------------------- |
| Num                    | Coureur                     | Pos                    |
| 71                     | Damiano Caruso (ITA)        | NP-5                   |
| 72                     | Nikias Arndt (GER)          | 119e                   |
| 73                     | Matevž Govekar (SLO)        | 90e                    |
| 74                     | Rainer Kepplinger (AUT)     | 63e                    |
| 75                     | Johan Price-Pejtersen (DEN) | 118e                   |
| 76                     | Cameron Scott (AUS)         | 126e                   |
| 77                     | Edoardo Zambanini (ITA)     | 37e                    |

| Ineos Grenadiers IGD | Ineos Grenadiers IGD                | Ineos Grenadiers IGD |
| -------------------- | ----------------------------------- | -------------------- |
| Num                  | Coureur                             | Pos                  |
| 81                   | Egan Bernal (COL)                   | 10e                  |
| 82                   | Thymen Arensman (NED)               | 27e                  |
| 83                   | Jonathan Castroviejo (ESP) (chrono) | 71e                  |
| 84                   | Ethan Hayter (GBR)                  | 73e                  |
| 85                   | Carlos Rodríguez (ESP)              | 1er                  |
| 86                   | Óscar Rodríguez Garaicoechea (ESP)  | 97e                  |
| 87                   | Magnus Sheffield (USA)              | 55e                  |

| Groupama-FDJ GFC | Groupama-FDJ GFC      | Groupama-FDJ GFC |
| ---------------- | --------------------- | ---------------- |
| Num              | Coureur               | Pos              |
| 91               | Cyril Barthe (FRA)    | NP-5             |
| 92               | David Gaudu (FRA)     | 14e              |
| 93               | Thibaud Gruel (FRA)   | 67e              |
| 94               | Lenny Martinez (FRA)  | 8e               |
| 95               | Rudy Molard (FRA)     | 36e              |
| 96               | Enzo Paleni (FRA)     | 56e              |
| 97               | Reuben Thompson (NZL) | 99e              |

| Decathlon-AG2R La Mondiale DAT | Decathlon-AG2R La Mondiale DAT | Decathlon-AG2R La Mondiale DAT |
| ------------------------------ | ------------------------------ | ------------------------------ |
| Num                            | Coureur                        | Pos                            |
| 101                            | Clément Berthet (FRA)          | 25e                            |
| 102                            | Bruno Armirail (FRA)           | 53e                            |
| 103                            | Dorian Godon (FRA)             | 60e                            |
| 104                            | Jaakko Hänninen (FIN)          | 66e                            |
| 105                            | Jordan Labrosse (FRA)          | AB-4                           |
| 106                            | Nicolas Prodhomme (FRA)        | 22e                            |
| 107                            | Andrea Vendrame (ITA)          | 49e                            |

| Arkéa-B&B Hotels ARK | Arkéa-B&B Hotels ARK     | Arkéa-B&B Hotels ARK |
| -------------------- | ------------------------ | -------------------- |
| Num                  | Coureur                  | Pos                  |
| 111                  | Cristian Rodríguez (ESP) | 12e                  |
| 112                  | Raúl García Pierna (ESP) | 52e                  |
| 113                  | Thibault Guernalec (FRA) | 101e                 |
| 114                  | Laurens Huys (BEL)       | 47e                  |
| 115                  | Łukasz Owsian (POL)      | 105e                 |
| 116                  | Alan Riou (FRA)          | NP-3                 |
| 117                  | Clément Venturini (FRA)  | 75e                  |

| Cofidis COF | Cofidis COF            | Cofidis COF |
| ----------- | ---------------------- | ----------- |
| Num         | Coureur                | Pos         |
| 121         | Guillaume Martin (FRA) | 17e         |
| 122         | Jesús Herrada (ESP)    | 69e         |
| 123         | Nolann Mahoudo (FRA)   | AB-5        |
| 124         | Axel Mariault (FRA)    | 106e        |
| 125         | Stefano Oldani (ITA)   | 117e        |
| 126         | Benjamin Thomas (FRA)  | 79e         |
| 127         | Hugo Toumire (FRA)     | 102e        |

| Movistar Team MOV | Movistar Team MOV           | Movistar Team MOV |
| ----------------- | --------------------------- | ----------------- |
| Num               | Coureur                     | Pos               |
| 131               | Enric Mas (ESP)             | 6e                |
| 132               | Alex Aranburu (ESP)         | 51e               |
| 133               | Jorge Arcas (ESP)           | 80e               |
| 134               | Rémi Cavagna (FRA) (chrono) | 94e               |
| 135               | Johan Jacobs (SUI)          | 108e              |
| 136               | Nélson Oliveira (POR)       | 45e               |
| 137               | Iván Sosa (COL)             | 24e               |

| EF Education-EasyPost EFE | EF Education-EasyPost EFE     | EF Education-EasyPost EFE |
| ------------------------- | ----------------------------- | ------------------------- |
| Num                       | Coureur                       | Pos                       |
| 141                       | Richard Carapaz (ECU) (route) | 7e                        |
| 142                       | Andrey Amador (CRC)           | AB-2                      |
| 143                       | Stefan de Bod (RSA)           | 95e                       |
| 144                       | Darren Rafferty (IRL)         | 23e                       |
| 145                       | James Shaw (GBR)              | 107e                      |
| 146                       | Rigoberto Urán (COL)          | 41e                       |
| 147                       | Michael Valgren (DEN)         | 91e                       |

| Team dsm-firmenich PostNL DFP | Team dsm-firmenich PostNL DFP | Team dsm-firmenich PostNL DFP |
| ----------------------------- | ----------------------------- | ----------------------------- |
| Num                           | Coureur                       | Pos                           |
| 151                           | Gijs Leemreize (NED)          | NP-5                          |
| 152                           | Pavel Bittner (CZE)           | NP-5                          |
| 153                           | Patrick Eddy (AUS)            | 116e                          |
| 154                           | Sean Flynn (GBR)              | AB-5                          |
| 155                           | Emīls Liepiņš (LAT) (route)   | NP-5                          |
| 156                           | Niklas Märkl (GER)            | NP-5                          |
| 157                           | Tim Naberman (NED)            | 122e                          |

| Astana Qazaqstan Team AST | Astana Qazaqstan Team AST               | Astana Qazaqstan Team AST |
| ------------------------- | --------------------------------------- | ------------------------- |
| Num                       | Coureur                                 | Pos                       |
| 161                       | Alexey Lutsenko (KAZ) (route et chrono) | AB-1                      |
| 162                       | Igor Chzhan (KAZ)                       | AB-1                      |
| 163                       | Anton Kuzmin (KAZ)                      | 98e                       |
| 164                       | Daniil Marukhin (KAZ)                   | AB-4                      |
| 165                       | Henok Mulubrhan (ERI) (route)           | 46e                       |
| 166                       | Harold Tejada (COL)                     | 34e                       |
| 167                       | Santiago Umba (COL)                     | NP-2                      |

| Intermarché-Wanty IWA | Intermarché-Wanty IWA           | Intermarché-Wanty IWA |
| --------------------- | ------------------------------- | --------------------- |
| Num                   | Coureur                         | Pos                   |
| 171                   | Louis Meintjes (RSA)            | 29e                   |
| 172                   | Alexy Faure Prost (FRA)         | 120e                  |
| 173                   | Kobe Goossens (BEL)             | 59e                   |
| 174                   | Rune Herregodts (BEL)           | AB-4                  |
| 175                   | Tom Paquot (BEL)                | 115e                  |
| 176                   | Dion Smith (NZL)                | 88e                   |
| 177                   | Roel van Sintmaartensdijk (NED) | 92e                   |

| Lotto Dstny LTD | Lotto Dstny LTD         | Lotto Dstny LTD |
| --------------- | ----------------------- | --------------- |
| Num             | Coureur                 | Pos             |
| 181             | Andreas Kron (DEN)      | 54e             |
| 182             | Thomas De Gendt (BEL)   | AB-5            |
| 183             | Jarrad Drizners (AUS)   | 96e             |
| 184             | Milan Menten (BEL)      | 83e             |
| 185             | Sylvain Moniquet (BEL)  | NP-4            |
| 186             | Eduardo Sepúlveda (ARG) | 87e             |
| 187             | Harm Vanhoucke (BEL)    | 16e             |

| Tudor Pro Cycling Team TUD | Tudor Pro Cycling Team TUD  | Tudor Pro Cycling Team TUD |
| -------------------------- | --------------------------- | -------------------------- |
| Num                        | Coureur                     | Pos                        |
| 191                        | Yannis Voisard (SUI)        | 21e                        |
| 192                        | Marco Brenner (GER)         | 77e                        |
| 193                        | Alberto Dainese (ITA)       | 112e                       |
| 194                        | Arthur Kluckers (LUX)       | 121e                       |
| 195                        | Sébastien Reichenbach (SUI) | 57e                        |
| 196                        | Luc Wirtgen (LUX)           | 76e                        |
| 197                        | Maikel Zijlaard (NED)       | AB-2                       |

| Q36.5 Pro Cycling Team Q36 | Q36.5 Pro Cycling Team Q36  | Q36.5 Pro Cycling Team Q36 |
| -------------------------- | --------------------------- | -------------------------- |
| Num                        | Coureur                     | Pos                        |
| 201                        | Damien Howson (AUS)         | 19e                        |
| 202                        | Xabier Mikel Azparren (ESP) | AB-3                       |
| 203                        | Matteo Badilatti (SUI)      | 40e                        |
| 204                        | Fabio Christen (SUI)        | 84e                        |
| 205                        | David de la Cruz (ESP)      | 15e                        |
| 206                        | Matteo Moschetti (ITA)      | 125e                       |
| 207                        | Joey Rosskopf (USA)         | 100e                       |

| Team Corratec-Vini Fantini COR | Team Corratec-Vini Fantini COR | Team Corratec-Vini Fantini COR |
| ------------------------------ | ------------------------------ | ------------------------------ |
| Num                            | Coureur                        | Pos                            |
| 211                            | Valentin Darbellay (SUI)       | 68e                            |
| 212                            | Matteo Amella (ITA)            | AB-5                           |
| 213                            | Davide Baldaccini (ITA)        | 124e                           |
| 214                            | Antoine Debons (SUI)           | AB-5                           |
| 215                            | Marco Murgano (ITA)            | AB-2                           |
| 216                            | Jan Stöckli (SUI)              | NP-1                           |
| 217                            | Kyrylo Tsarenko (UKR)          | 103e                           |

| Suisse SUI | Suisse SUI       | Suisse SUI |
| ---------- | ---------------- | ---------- |
| Num        | Coureur          | Pos        |
| 221        | Alexandre Balmer | 86e        |
| 222        | Antoine Aebi     | 85e        |
| 223        | Matteo Constant  | NP-2       |
| 224        | Luca Jenni       | 89e        |
| 225        | Jan Sommer       | 78e        |
| 226        | Lars Sommer      | 110e       |
| 227        | Felix Stehli     | 123e       |